# Luigi Cocilovo
Luigi Cocilovo (ur. 7 października 1947 w Palermo) – włoski polityk, prawnik i działacz związkowy, poseł do Parlamentu Europejskiego V i VI kadencji (1999–2009).

## Życiorys
Ukończył w 1969 studia prawnicze, praktykował w zawodzie adwokata. Był prezesem firmy wydawniczej i ubezpieczeniowej. Zasiadał przez wiele lat we władzach konfederacji związków zawodowych Włoskiej Konfederacji Pracowniczych Związków Zawodowych (CISL).
Działał w Chrześcijańskiej Demokracji, a po jej rozwiązaniu we Włoskiej Partii Ludowej, z którą współtworzył partię Margherita.
W 1999 uzyskał mandat posła do Europarlamentu z listy ludowców. W V kadencji zasiadał we frakcji EPP-ED, pracował w Komisji Zatrudnienia i Spraw Socjalnych. W 2004 uzyskał reelekcję z ramienia koalicyjnego Drzewa Oliwnego. Przystąpił do grupy Porozumienia Liberałów i Demokratów na rzecz Europy, przez całą VI kadencję był wiceprzewodniczącym PE. W 2007 wraz ze swym ugrupowaniem wstąpił do Partii Demokratycznej.